# Luigi Fogar
Luigi Fogàr (Gorizia, 27 gennaio 1882 – Roma, 26 agosto 1971) è stato un arcivescovo cattolico italiano.

## Biografia
Friulano, nato nel 1882 a Gorizia, ottavo figlio di un commerciante e proprietario terriero di buona condizione economica, frequentò il ginnasio a Gorizia e a Merano, presso l'istituto dei benedettini dell'abbazia di Monte Maria. Si iscrisse subito dopo, nel 1903, contro il volere del padre, al Collegium Canisianum di Innsbruck, per poi essere ordinato sacerdote nel 1907, dopodiché fu a Roma per studiare teologia alla Pontificia Università Gregoriana. Di nuovo nella città natale nel 1908, svolse i ruoli di prefetto del seminario minore e di insegnante di religione nel locale ginnasio e di teologia fondamentale nel seminario.
Durante la Grande guerra si occupò dell'assistenza degli sfollati goriziani a Lubiana. Nel 1917 ottenne il dottorato in teologia ad Innsbruck e diresse un convitto per studenti sfollati a Graz, per poi ritornare a Gorizia dopo la disfatta di Caporetto, in qualità di segretario dell'arcivescovo Francesco Borgia Sedej, del quale fu amico; qui fu direttore spirituale e professore di storia ecclesiastica presso il seminario, ma la cattedra gli fu revocata con il passaggio di Gorizia all'Italia, essendo piuttosto inviso al regno per via della sua posizione nettamente filoaustriaca. Nel 1919 fu tra i soci fondatori della Società filologica friulana e nel 1922 istituì il circolo Per crucem ad lucem (in latino Attraverso la croce verso la luce).
Nel 1923 fu consacrato vescovo di Trieste e Capodistria, scelta da un lato mal vista dai fascisti, a causa delle posizioni politiche di Fogar, dall'altro in linea con la volontà del regime di non nominare vescovi slavi, essendo egli friulano e parlando sloveno e croato solo a livelli fondamentali; inoltre non aveva sino ad allora espresso particolari posizioni a favore della componente slava e non si era formato, a differenza della gran parte del clero locale, al seminario di Gorizia, considerato di impronta marcatamente slava. A complicare la situazione, il rifiuto di domandare al governo il benestare, per motivi, sostenne, di principio; risolse la cosa Mussolini, che espresse parere favorevole, forse già nell'ottica dei Patti lateranensi. Sollecitato dal cardinal Gasparri a difendere il catechismo in lingua slovena e croata, a fronte della politica fortemente italianizzatrice del regime, il vescovo denunziò alla Santa sede le pressioni subite dal clero slavo da parte dei fascisti, al che seguirono le lamentele del gesuita Pietro Tacchi Venturi presso il governo e le assicurazioni di questo, alle quali tuttavia non seguì un cambio di rotta. Mentre l'italianizzazione dei non Italiani si faceva sempre più accurata e la portata di questa aumentava, nel 1925 parlò per la prima volta delle accuse strumentali mosse da influenti personaggi contro il clero slavo. Nel 1927 si riuscì a raggiungere un accordo sulla predicazione in sloveno e croato: questa sarebbe stata permessa, ma solamente temporaneamente, finché cioè non fosse stato completato il processo di denazionalizzazione delle minoranze.
Molti, sia tra i laici che tra i religiosi, sia per i contrasti etnici tra i popoli dell'area che per la propaganda del regime, non vedevano di buon occhio l'operato del vescovo in difesa delle comunità minoritarie. Nonostante le rassicurazioni ricevute personalmente dallo stesso Mussolini, si ritrovò sempre più isolato, a causa dell'avvicinamento della Chiesa allo Stato seguito ai Patti lateranensi e della sostituzione dell'amico arcivescovo di Gorizia, mons. Sedej, il quale, probabilmente spinto dal Vaticano alla rinunzia della sede archiepiscopale, sarebbe morto di lì a poco, con Giovanni Sirotti, convinto fautore della linea italianizzatrice, con la carica di amministratore apostolico.
Nel 1932 Carlo Tiengo fu nominato prefetto di Trieste, il che segnò l'inizio di un pesante attacco al vescovo da parte delle autorità statali e della stampa, tra cui il quotidiano triestino Il Piccolo: Fogar fu accusato di diverse nefandezze, tra cui l'appropriazione indebita. Dal canto suo, egli non fece molto per accattivarsi la simpatia dei fascisti, rimanendo fermo nella propria posizione e non risparmiando prese di posizione contrarie e in contrasto col regime; ad esempio, nel 1934 si rifiutò di benedire un monumento innalzato a Guglielmo Oberdan, dato che, disse, "la morale cattolica non permette che si onori un omicida o un mancato omicida". Nel 1936 Tiengo proibì la liturgia slovena in certe chiese, al che Fogar rispose con una circolare ai parroci in cui si ribadiva di seguitare a rispettare "le consuetudini diocesane per ciò che riguarda il culto".
La Santa sede, ottenuta in cambio la rimozione del prefetto Tiengo da Trieste, spinse il vescovo friulano, così compromettente nel rapporto col governo, alla rinunzia della diocesi, assegnandogli il titolo archiepiscopale di Patrasso. Divenne allora vicario del cardinal Benedetto Aloisi Masella, arciprete di San Giovanni in Laterano. Nel 1941 ebbe modo di interessarsi, invano, in via ufficiosa della revoca della pena capitale ad un gruppo di comunisti a Trieste, comminata per la collaborazione coi partigiani iugoslavi. Morto Aloisi Masella, entrò nei canonici regolari della Congregazione del Santissimo Salvatore lateranense. Morì a Roma nel 1971.
Sua la proposta della creazione di uno stato indipendente che comprendesse Croati, Italiani, Sloveni, Tedeschi e Friulani. Alla caduta del fascismo, venne inquisito dall'Alto Commissariato per le sanzioni dei reati fascisti perché il suo nome risultò tra i sub-fiduciari dell'agente dell'Ovra Virginio Troiani.

## Genealogia episcopale e successione apostolica
La genealogia episcopale è:
- Cardinale Scipione Rebiba
- Cardinale Giulio Antonio Santori
- Cardinale Girolamo Bernerio, O.P.
- Arcivescovo Galeazzo Sanvitale
- Cardinale Ludovico Ludovisi
- Cardinale Luigi Caetani
- Cardinale Ulderico Carpegna
- Cardinale Paluzzo Paluzzi Altieri degli Albertoni
- Papa Benedetto XIII
- Papa Benedetto XIV
- Papa Clemente XIII
- Cardinale Marcantonio Colonna
- Cardinale Giacinto Sigismondo Gerdil, B.
- Cardinale Giulio Maria della Somaglia
- Cardinale Carlo Odescalchi, S.I.
- Cardinale Costantino Patrizi Naro
- Cardinale Lucido Maria Parocchi
- Cardinale Emidio Taliani
- Vescovo Laurentius Mayer
- Arcivescovo Francesco Borgia Sedej
- Arcivescovo Luigi Fogar

La successione apostolica è:
- Arcivescovo Pietro Doimo Munzani (1926)